# 1030-ті до н. е.

## Події
- Бл. 1031 до н. е. — Салманасар II, цар Ассирії сходить на трон.

## Правителі
- фараон Єгипту Псусеннес I;
- царі Ассирії Ашшур-націр-апал I та Шульману-ашаред II;
- цар Вавилонії Набу-шуму-лібур;
- ван Китаю Чен-ван.